# Distretto di Chang'an
Il distretto di Chang'an (长安区S, Cháng'ān QūP) è un distretto della Cina, situato nella provincia di Hebei e amministrato dalla prefettura di Shijiazhuang.